# Holms Yachtvarv
Ej att förväxla med Holms varv i Råå

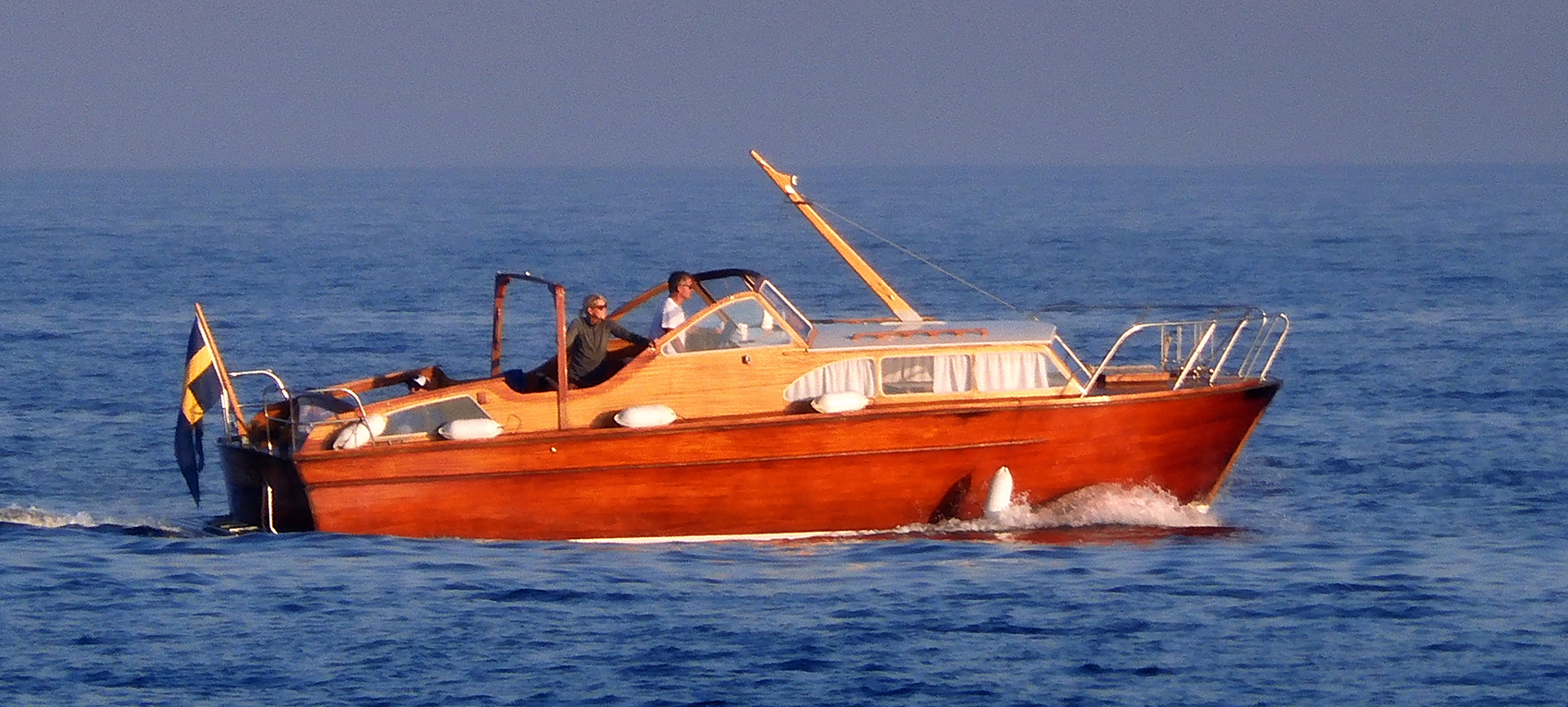
Florida, ritad av Harry Becker och byggd i ett enda exemplar av Gamleby Yachtvarv 1962, varvsägare Svennefalk.

Holms Yachtvarv (även stavat Holms Jaktvarv) var ett svenskt fritidsbåtvarv i Gamleby. Verksamheten var främst inriktad på skärgårdskryssare och R-yachter.

## Historik
Holms Yachtvarv grundades omkring 1908 av hamnkaptenen Knut Holm (1864–1938). Hans söner Tore Holm och Yngve Holm arbetade på varvet och Tore Holm tog över i början av 1930-talet. Han drev verksamheten till mitten av 1950-talet. Varvet var  unikt tack vare att båtarna inte bara ritades av Knut, Tore och Yngve Holm, utan också byggdes på familjevarvet och dessutom kappseglades framgångsrikt av sina konstruktörer.

## Byggda båtar i urval
- 1920 Stormfågeln, motorkryssare, byggd för Erik Åkerlund
- 1921 Marga IV, ritad av Tore Holm åt Fredrik Forsberg[2]
- 1921 Britt-Marie, skärgårdskryssare
- HMS M7, minsvepare, 1940
- HMS M8, minsvepare, 1941
- HMS M25, minsvepare, 1941, ritad av Jac Iversen